# Алексиково
Алексиково — узловая железнодорожная станция Приволжской железной дороги в рабочем посёлке Новониколаевский Волгоградской области. От станции идёт ветка к станции Урюпино.
В непосредственной близости от станции находятся населённые пункты Орловский, Двойновский, Комсомольский, Верхнекардаильский, Алексиковский, Грачи, а также город Урюпинск и населённые пункты Урюпинского района.

## История
Станция открыта в 1870 году в связи со строительством железной дороги Грязи — Царицын. Имела третий класс. Первый поезд до станции Филоново прошёл 26 декабря 1870 года. Строители жили в землянках. Бытовые условия были чрезвычайно плохи, тем не менее в рекордные сроки были построены главный и тупиковые пути, сооружено административное здание, уложен деревянный перрон. На станции также было воздвигнуто сквозное паровозное депо. Имелся медпункт.
Основной грузооборот по станции составляло зерно. Так, в 1898 году станция отправила 109 914 пудов (1800 тонн) разных грузов, из которых на зерно пришлось 106 845 пудов (1750 тонн). Также было отправлено 2668 голов мясного скота. В том же году на станцию прибыло 37 767 пудов (619 тонн) разных грузов.
Чуть позже[когда?]

 был построен деревянный двухэтажный вокзал. На вокзале был буфет с холодными закусками и чаем, зал для 1 и 2 классов, зал для 3 и 4 классов, дамская уборная. Здание вокзала пережило революцию 1917 года
25-26 июля 1942 года станция Алексиково подверглась бомбардировке немецко-фашистской авиации, в результате которой погибли более 300 человек, хотя по свидетельствам старожилов число жертв могло достигать 1000 человек. Среди погибших были мирные жители, железнодорожники с семьями и солдаты, направлявшиеся на защиту Сталинграда. Останки погибших первоначально захоронили 27-28 июля 1942 года на старом кладбище "Клин" и в Народном саду, а позднее перезахоронили в Парке Победы.
Коллектив станции обеспечивал перевозку воинских грузов к осаждённому Сталинграду. В 1998 году старый вокзал снесли, так как планировалось строительство на его месте капитального современного вокзального комплекса. Однако в связи с наступившим кризисом и упавшими объёмами пассажирских перевозок эти проекты остались неосуществлёнными.
После этого в качестве вокзала используется бывшее административное (служебное) здание, в котором ранее располагались дежурный по станции и узел связи.

## Движение по станции
По графику 2024/2027 годов через станцию курсируют следующие поезда:
| Обращение пригородных поездов | Обращение пригородных поездов | Обращение пригородных поездов | Обращение пригородных поездов |
| № поезда                      | Маршрут движения              | № поезда                      | Маршрут движения              |
| ----------------------------- | ----------------------------- | ----------------------------- | ----------------------------- |
| 6517/6520                     | Арчеда — Урюпино              | 6519/6518                     | Урюпино — Арчеда              |
| 6817/6820                     | Волгоград — Урюпино           | 6819/6818                     | Урюпино — Волгоград           |

| Круглогодичное обращение поездов | Круглогодичное обращение поездов | Круглогодичное обращение поездов | Круглогодичное обращение поездов |
| № поезда                         | Маршрут движения                 | № поезда                         | Маршрут движения                 |
| -------------------------------- | -------------------------------- | -------------------------------- | -------------------------------- |
| 1 «Волгоград»                    | Волгоград — Москва               | 2 «Волгоград»                    | Москва — Волгоград               |
| 15                               | Волгоград — Москва               | 16                               | Москва — Волгоград               |
| 89                               | Волгоград — Санкт-Петербург      | 90                               | Санкт-Петербург — Волгоград      |

| Сезонное обращение поездов | Сезонное обращение поездов | Сезонное обращение поездов | Сезонное обращение поездов |
| № поезда                   | Маршрут движения           | № поезда                   | Маршрут движения           |
| -------------------------- | -------------------------- | -------------------------- | -------------------------- |
| 497                        | Адлер — Ижевск             | 498                        | Ижевск — Адлер             |
| 531                        | Адлер — Киров              | 532                        | Киров — Адлер              |